# Impasse Marteau
L'impasse Marteau est une voie située dans le nord du quartier de la Chapelle du 18e arrondissement de Paris. 

## Situation et accès
Elle marque la limite avec la commune de Saint-Denis.
Cette voie n'est pas une impasse en réalité, car elle part de l'avenue du Président-Wilson, fait une boucle où elle croise l'allée Valentin-Abeille, et s'engage sur la bretelle de sortie du boulevard périphérique au niveau de la porte de la Chapelle. La voie en elle-même fait partie de la voirie parisienne, mais les bâtiments qui y sont érigés sont sur la commune de Saint-Denis. 
Cette voie a la particularité d'être très enclavée, étant située au croisement du boulevard périphérique et au début de autoroute A1, tangentée par la bretelle qui relie ces deux infrastructures. Cet enclavement est renforcé par la présence au nord du cimetière parisien de La Chapelle. Néanmoins, existe au milieu d'un petit îlot d’habitations, un cheminement piéton qui longe le boulevard périphérique et débouche sur la place Skanderbeg (giratoire de la porte d'Aubervilliers).
Une partie de l'impasse est située dans le périmètre de la ZAC Gare des Mines-Fillettes.

## Origine du nom

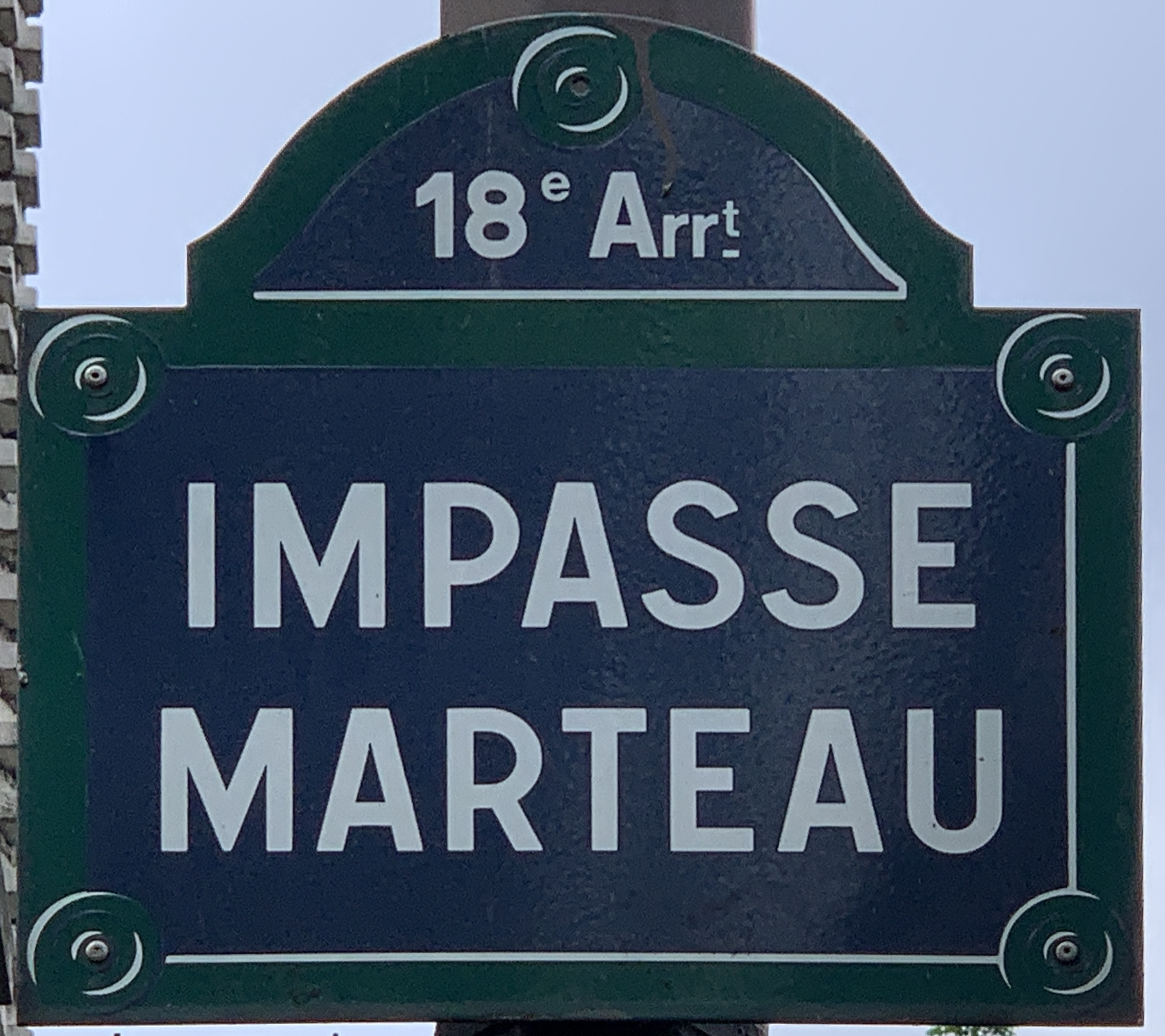
Plaque de l'impasse Marteau.

Comme il était coutumier lors de la création d'une nouvelle voie de circulation, cette rue tire son nom de celui d'un ancien propriétaire.

## Historique

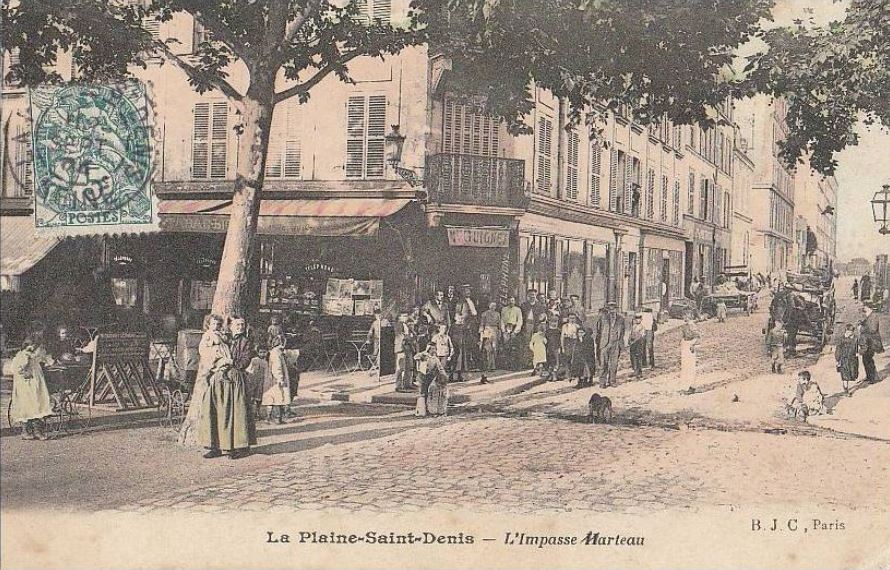
L'impasse Marteau vers 1910.

Cette voie, à l'origine en impasse, est établie sur le territoire de la commune de Saint-Denis à la limite de la zone non ædificandi de l'enceinte de Thiers (dite la Zone).
Elle est annexée au territoire de la ville de Paris par décret du 27 juillet 1930.
Lors du bombardement du 21 avril 1944, le quartier de la Chapelle a été la cible de l’aviation anglo-américaine qui visait le dépôt de La Chapelle, faisant 642 morts et 2 000 blessés. Des habitants avaient délaissé les caves de leurs immeubles et s’étaient réfugiées dans des tranchées-abris construites au début des hostilités dans un terrain vague tout proche de l'impasse, pensant y trouver une plus grande sécurité. Le terrain ayant été massivement bombardé, il y eut une centaine de victimes. L'immeuble du no 13 est entièrement détruit.
À la fin des années 1990, un certain nombre d'habitats insalubres sont détruits, obligeant hélas leurs habitants à déménager.

## Bâtiments remarquables et lieux de mémoire

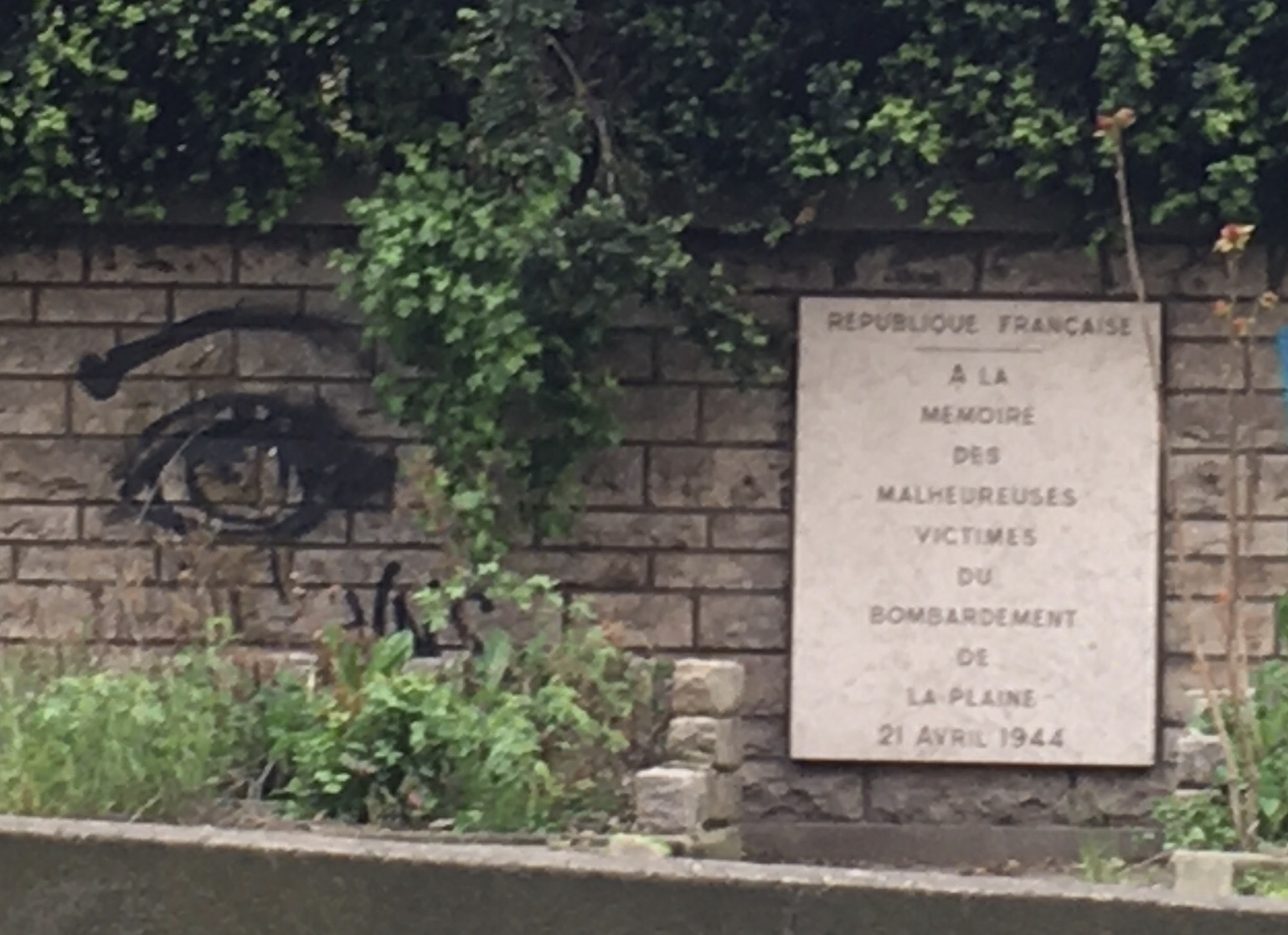
Plaque du 21 avril 1944.

Le long de la bretelle de sortie du boulevard périphérique est érigé un monument à la mémoire des victimes du bombardement de 1944 sur lequel est inscrit : « REPUBLIQUE FRANCAISE – A LA MEMOIRE DES MALHEUREUSES VICTIMES DU BOMBARDEMENT DE LA PLAINE 21 avril 1944, ». De l'autre côté de l'impasse, sur une plaque gravée et posée sur la façade de l'immeuble, est gravé le même texte. Ces plaques ont été restaurées en 2022, et le 21 avril de la même année, une cérémonie réunissant des élus et des représentants d’associations d’anciens combattants et de la mémoire fut célébrée à cet endroit. 